# Норвегия на «Евровидении-2014»
Норвегия принимает участие в конкурсе песни «Евровидение 2014» в Копенгагене, Дания. Представитель был выбран путём национального отбора, состоящего из трёх полуфиналов и финала конкурса «Melodi Grand Prix 2014», организованным норвежским национальным вещателем «NRK».

## Melodi Grand Prix 2014
Melodi Grand Prix 2014 стал 52-м конкурсом норвежского национального финала, который выбирал представителя от Норвегии на «Евровидение 2014». Конкурс отличался от последних изданий; всего пятнадцать исполнителей и песен участвовали в проведеннии полуфинала на региональном уровне, который состоялся 7, 8 и 9 марта 2014 года и затем финал который состоялся 15 марта 2014 года.

### Формат
6 мая 2013 года «NRK» официально подтвердил участие Норвегии на «Евровидении 2014» и объявил, что в издании конкурса «Melodi Grand Prix 2014» будут изменения формата. Конкурс проходил одну длинную неделю музыкального фестиваля с тремя полуфиналами, которые прошли 7, 8 и 9 марта 2014 года и финал 15 марта 2014 года, все три шоу вели Дженни Скавлан и Эрик Сольбаккен. Пятнадцать исполнителей и песен участвовали в конкурсе; пять соревновались в каждом полуфинале и только три прошли от каждого полуфинала в финал. Музыкальный руководитель конкурса Виви Сненбург отвечал за выбор пятнадцати конкурирующих записей. Сненбург сделал выбор вместе с четырьмя членами жюри, которые также предоставляли комментарии во время выступлений относительно песен.
Жюри конкурса «Melodi Grand Prix 2014» являлись:
- Мари Комиссар, музыкальный продюсер телеканала «NRK P3» и диджей
- Катрин Суннес Финнског, менеджер и генеральный директор компании «Music Norway»
- Гизл Стокланд, менеджер и владелец/редактор сайта «730.no»
- Тарьей Стрем, барабанщик и радиоведущий

### Полуфиналисты
4 июля 2013 года «NRK» открыл прием заявок для заинтересованных исполнителей представить свои записи до 15 сентября 2013 года. В общей сложности 600 записей были получены после срока подачи заявок, из которых пятнадцать были выбраны для участия в конкурсе. Пятнадцать конкурирующих исполнителей и песен были выявлены 27 января 2014 года выпуском коротких превью всех конкурирующих песен. «NRK» объявил полные версии песен 19 февраля 2014 года.
| Исполнитель                                | Песня                                | Музыка (м) / Текст (т)                                                                   |
| ------------------------------------------ | ------------------------------------ | ---------------------------------------------------------------------------------------- |
| Carl Espen                                 | «Silent Storm»                       | Josefin Winther (м & т)                                                                  |
| Charlie                                    | «Hit Me Up»                          | Melanie Fontana, John Asher, Lars Hustoft (м & т)                                        |
| Cir.Cuz                                    | «Hele verden»                        | Cir.Cuz (м & т)                                                                          |
| Dina Misund                                | «Needs»                              | Dina Misund (м), Frode Bjørgmo Strømvik (т)                                              |
| El Cuero                                   | «Ain’t No Love In This City No More» | Brynjan Takle Ohr (м & т), B. L. Rolland (м), Øyvind Blomstrøm (т), Håvard Takle Ohr (т) |
| Elisabeth Carew                            | «Sole Survivor»                      | Elisabeth Carew, David Eriksen, Simon Climie, Mats Skåre Lie (м & т)                     |
| Hilda & Thea Leora                         | «Best Friend’s Boyfriend»            | Martin Kleveland, Lisa Desmond Linder, Jesper Jakobsen (м & т)                           |
| Ilebek                                     | «Who Needs the Universe»             | Andreas Ihlebæk (м & т)                                                                  |
| Knut Kippersund Nesdal                     | «Taste of You»                       | Magnus Hængsle (м), Jenny Moe (м & т)                                                    |
| Linnea Dale                                | «High Hopes»                         | Linnea Dale, Kim Bergseth (м & т)                                                        |
| Martine Marbel                             | «Right Now»                          | Martine Marbel (м & т), Goran Obad (м)                                                   |
| Mo                                         | «Heal»                               | Laila Samuelsen (м & т)                                                                  |
| Moi                                        | «Bensin»                             | Ingjerd Østrem Omland (м & т)                                                            |
| Oda & Wulff                                | «Sing»                               | Christer Wulff (м & т)                                                                   |
| Timbre & Frikk Heide-Steen feat. Ida Stein | «Frozen By Your Love»                | Anders Bratterud (м & т)                                                                 |

### Шоу

#### Полуфиналы
Полуфиналы прошли 7, 8 и 9 марта 2014 года в театре «Folketeatret» в Осло. Пять песен приняли участие в каждом полуфинале и только первая тройка песен от каждого полуфинала прошли в финал. Результаты определялись исключительно телеголосованием телезрителей.
| Первый полуфинал — 7 марта 2014 года | Первый полуфинал — 7 марта 2014 года       | Первый полуфинал — 7 марта 2014 года | Первый полуфинал — 7 марта 2014 года | Первый полуфинал — 7 марта 2014 года |
| №                                    | Исполнитель                                | Песня                                | Результат                            | Место                                |
| ------------------------------------ | ------------------------------------------ | ------------------------------------ | ------------------------------------ | ------------------------------------ |
| 1                                    | Hilda & Thea Leora                         | «Best Friend’s Boyfriend»            | Выбыли                               |                                      |
| 2                                    | Mo                                         | «Heal»                               | Финал                                | 1-е                                  |
| 3                                    | Dina Misund                                | «Needs»                              | Финал                                | 3-е                                  |
| 4                                    | Linnea Dale                                | «High Hopes»                         | Финал                                | 2-е                                  |
| 5                                    | Timbre & Frikk Heide-Steen feat. Ida Stein | «Frozen by Your Love»                | Выбыли                               |                                      |

| Второй полуфинал — 8 марта 2014 года | Второй полуфинал — 8 марта 2014 года | Второй полуфинал — 8 марта 2014 года | Второй полуфинал — 8 марта 2014 года | Второй полуфинал — 8 марта 2014 года |
| №                                    | Исполнитель                          | Песня                                | Результат                            | Место                                |
| ------------------------------------ | ------------------------------------ | ------------------------------------ | ------------------------------------ | ------------------------------------ |
| 1                                    | Cir.Cuz                              | «Hele verden»                        | Выбыл                                |                                      |
| 2                                    | Martine Marbel                       | «Right Now»                          | Выбыл                                |                                      |
| 3                                    | Oda & Wulff                          | «Sing»                               | Финал                                | 2-е                                  |
| 4                                    | Knut Kippersund Nesdal               | «Taste of You»                       | Финал                                | 1-е                                  |
| 5                                    | Charlie                              | «Hit Me Up»                          | Финал                                | 3-е                                  |

| Третий полуфинал — 9 марта 2014 года | Третий полуфинал — 9 марта 2014 года | Третий полуфинал — 9 марта 2014 года | Третий полуфинал — 9 марта 2014 года | Третий полуфинал — 9 марта 2014 года |
| №                                    | Исполнитель                          | Песня                                | Результат                            | Место                                |
| ------------------------------------ | ------------------------------------ | ------------------------------------ | ------------------------------------ | ------------------------------------ |
| 1                                    | Moi                                  | «Bensin»                             | Выбыла                               |                                      |
| 2                                    | El Cuero                             | «Ain’t No Love In This City No More» | Финал                                | 2-е                                  |
| 3                                    | Ilebek                               | «Who Needs the Universe»             | Выбыл                                |                                      |
| 4                                    | Elisabeth Carew                      | «Sole Survivor»                      | Финал                                | 3-е                                  |
| 5                                    | Carl Espen                           | «Silent Storm»                       | Финал                                | 1-е                                  |

#### Финал
Финал состояля 15 марта 2014 года на арене «Oslo Spektrum» в Осло. Победитель конкурса и песня была определена в двух раундах SMS-голосования — сначала, чтобы выбрать четыре песен которые прошли в суперфинал, а затем, чтобы выбрать победителя.
| Финал — 15 марта 2014 года | Финал — 15 марта 2014 года | Финал — 15 марта 2014 года             | Финал — 15 марта 2014 года | Финал — 15 марта 2014 года |
| №                          | Исполнитель                | Песня                                  | Результат                  |                            |
| -------------------------- | -------------------------- | -------------------------------------- | -------------------------- | -------------------------- |
| 1                          | El Cuero                   | «Ain’t No Love (In This City No More)» | Выбыл                      |                            |
| 2                          | Elisabeth Carew            | «Sole Survivor»                        | Выбыла                     |                            |
| 3                          | Knut Kippersund Nesdal     | «Taste of You»                         | Суперфинал                 |                            |
| 4                          | Dina Misund                | «Needs»                                | Выбыла                     |                            |
| 5                          | Mo                         | «Heal»                                 | Суперфинал                 |                            |
| 6                          | Linnea Dale                | «High Hopes»                           | Суперфинал                 |                            |
| 7                          | Charlie                    | «Hit Me Up»                            | Выбыл                      |                            |
| 8                          | Карл Эспен                 | «Silent Storm»                         | Суперфинал                 |                            |
| 9                          | Oda & Wulff                | «Sing»                                 | Выбыла                     |                            |

### Суперфинал
| Суперфинал — 15 марта 2014 года | Суперфинал — 15 марта 2014 года | Суперфинал — 15 марта 2014 года | Суперфинал — 15 марта 2014 года | Суперфинал — 15 марта 2014 года | Суперфинал — 15 марта 2014 года | Суперфинал — 15 марта 2014 года | Суперфинал — 15 марта 2014 года | Суперфинал — 15 марта 2014 года | Суперфинал — 15 марта 2014 года |
| №                               | Исполнитель                     | Песня                           | Восточная Норвегия              | Северная Норвегия               | Центральная Норвегия            | Южная Норвегия                  | Западная Норвегия               | Всего                           | Место                           |
| ------------------------------- | ------------------------------- | ------------------------------- | ------------------------------- | ------------------------------- | ------------------------------- | ------------------------------- | ------------------------------- | ------------------------------- | ------------------------------- |
| 1                               | Knut Kippersund Nesdal          | «Taste of You»                  | 17,440                          | 1,805                           | 3,083                           | 2,039                           | 3,390                           | 27,757                          | 4                               |
| 2                               | Карл Эспен                      | «Silent Storm»                  | 23,264                          | 4,697                           | 4,397                           | 4,812                           | 16,542                          | 53,712                          | 1                               |
| 3                               | Mo                              | «Heal»                          | 23,615                          | 3,021                           | 3,181                           | 3,714                           | 3,874                           | 37,405                          | 3                               |
| 4                               | Linnea Dale                     | «High Hopes»                    | 22,746                          | 3,304                           | 3,484                           | 4,832                           | 4,720                           | 39,086                          | 2                               |

## На Евровидении
Представитель Норвегии на конкурсе будет выступать в первой половине второго полуфинала, который пройдёт 8 мая 2014 года в Копенгагене.